# Giambattista Fardella
Giovanni Battista Fardella detto Giambattista, marchese di Torrearsa (Trapani, 29 luglio 1762 – Napoli, 6 novembre 1836) è stato un generale, collezionista d'arte e bibliofilo italiano, ministro della Guerra del Regno delle Due Sicilie.

## Biografia

### Il militare
Cadetto di una famiglia aristocratica siciliana, i Fardella di Torre Arsa, era figlio di Vincenzo Fardella Bluvier e di Dorotea Fardella Tipa.
Si dedicò alla carriera militare e prestò giuramento come luogotenente di cavalleria dell'esercito del Regno di Sicilia il 23 gennaio 1783.
Combatté al servizio di Ferdinando di Borbone contro gli eserciti francesi durante le guerre napoleoniche. Nel 1798 prese parte alla battaglia di Orbetello con il grado di colonnello di cavalleria. Nel 1800 partecipò alla spedizione per la presa de la Valletta. 
Fu maresciallo di campo nel 1806 e tenente generale nel 1815.
Divenne ministro della Guerra del Regno delle Due Sicilie una prima volta nel 1821 (governo provvisorio primo ministro: Tommaso di Somma) e una seconda volta della Guerra e della Marina (primo ministro: Giuseppe Ceva Grimaldi Pisanelli di Pietracatella) dal 1830 fino al 1836, anno della propria morte a Napoli avvenuta a causa di una epidemia di colera. 

### Il collezionista
Raccolse una ricca biblioteca conservata attualmente nella "Biblioteca Fardelliana" di Trapani. Raccolse inoltre una ricca collezione di quadri, soprattutto di pittori napoletani del XVII e del XVIII secolo, conservata attualmente al "Museo regionale Agostino Pepoli" di Trapani.
Inoltre fece costruire il Lazzaretto di Trapani, promosse un Liceo, nel 1810 una scuola di nautica (oggi Istituto nautico Marino Torre), e l'istituto delle fanciulle .